# الهجوم على موكب اليونيفيل في بيروت 2025
وقع هجوم بيروت 2025 على موكب تابع للأمم المتحدة في 14 فبراير 2025، عندما تعرض موكب تابع لقوة الأمم المتحدة المؤقتة في لبنان (اليونيفيل) لهجوم بالقرب من مطار رفيق الحريري الدولي في بيروت . وأدى الهجوم الذي شنه أنصار حزب الله إلى إصابة اللواء شوك بهادور داكال من نيبال ، نائب قائد القوة المنتهية ولايته، وإحراق مركبة تابعة للأمم المتحدة.

## خلفية
كما جاء قرار السلطات اللبنانية بإلغاء ترخيص طائرتين ركاب إيرانيتين للهبوط في بيروت، على إثر الاتهامات الإسرائيلية لإيران بتهريب الأموال إلى حزب الله عبر رحلات مدنية. احتج أنصار حزب الله بقطع طريق المطار لليلة الثانية على التوالي، ما أدى إلى اشتباكات وأعمال تخريب.

## الهجوم
وذكرت تقارير أخبارية أن مناصري حزب الله قاموا بإغلاق الطريق المؤدية إلى المطار. وكتبت العربية نيوز : "أظهرت لقطات فيديو أنصار حزب الله وهم يحملون الأعلام ويرددون شعارات طائفية وهم يسحبون جنود اليونيفيل من سياراتهم ويضربونهم". وأسفر الهجوم عن إصابة اللواء شوك بهادور داكال من نيبال، نائب قائد القوة المنتهية ولايته، وإحراق مركبة تابعة للأمم المتحدة.

## العواقب
وتدخلت القوات المسلحة اللبنانية لتفريق المتظاهرين. وفي بيان رسمي، أفاد الجيش أن القائم بأعمال قائده اللواء حسن عودة أجرى اتصالات مع قوات اليونيفيل، مؤكداً حرصه على تكثيف الجهود للقبض على المسؤولين عن الاعتداء على عناصرها وتقديمهم للعدالة.

## ردود الفعل
اليونيفيل : أدانت الهجوم العنيف على قواتها لحفظ السلام في لبنان، ووصفته بأنه انتهاك صارخ للقانون الدولي قد يرقى إلى جرائم حرب، وحثت السلطات اللبنانية على إجراء تحقيق كامل وفوري لمحاسبة المسؤولين عن ذلك.
رئيس الوزراء نواف سلام : أدان رئيس الوزراء اللبناني الجديد الهجوم على قوات حفظ السلام التابعة لليونيفيل وأمر وزير الداخلية بالكشف عن الجناة واعتقالهم على وجه السرعة.
وأدان الرئيس جوزيف عون الهجوم على طريق المطار وتعهد بأن القوى الأمنية لن تتسامح مع الأعمال التي من شأنها زعزعة استقرار البلاد.
الولايات المتحدة : أدانت الولايات المتحدة الهجوم على موكب اليونيفيل في بيروت، وحثت على المساءلة، وأشادت بالاستجابة السريعة للقوات المسلحة اللبنانية.